# Filippo Taglioni
Pour les articles homonymes, voir Taglioni.
Filippo Taglioni est un danseur et chorégraphe milanais né à Milan le 5 novembre 1777 et mort à Côme le 11 février 1871. Il est le fils aîné de Carlo Taglioni et le père de Marie Taglioni et Paul Taglioni qu'il eut avec son épouse Sophie Karsten.
Après avoir dansé sur les scènes italiennes (aussi en travesti), il vient se perfectionner à Paris auprès de Jean-François Coulon, puis est engagé comme premier danseur et maître de ballet à Stockholm en 1803-1804, où naît sa fille Marie. Il occupe ensuite les mêmes fonctions à Vienne, à Cassel et à Munich, puis revient à Stockholm en 1817 et 1818. De retour à Vienne entre 1820 et 1824, il y fait commencer sa fille en 1822.
En 1827, le père, la fille et le fils sont engagés à l'Opéra de Paris, dès lors Filippo va créer des œuvres pour mettre Marie en valeur. Il composera une dizaine de ballets pour Paris (1827-1837) et Saint-Pétersbourg (1837-1842).
Après que sa fille quitte la scène en 1847, Filippo reste maître de ballet à Varsovie jusqu'en 1853, puis se retire au bord du lac de Côme.
Renouvelant en profondeur le genre, Taglioni est le véritable initiateur du ballet romantique.

## Principaux ballets
- 1821 : Nathalie, ou la Laitière suisse, musique d'Adalbert Gyrowetz
- 1826 : Danina oder Jocko, der brasilianische Affe, musique de Peter Josef von Lindpaintner
- 1832 : La Sylphide, musique de Jean Schneitzhoeffer
- 1833 : La Révolte au sérail, musique de Théodore Labarre
- 1835 : Brézilia ou la tribu des femmes, musique de Wenzel Robert von Gallenberg
- 1836 : La Fille du Danube, musique d'Adolphe Adam
- 1838 : La Gitana, musique de Hermann Schmidt et Daniel–François–Esprit Auber
- 1840 : L'Ombre, musique de Ludwig Wilhelm Mauer
- 1840 : Morskoĭ razboĭnik (L’Écumeur de mer) musique d'Adolphe Adam

## Chorégraphies (opéras)
- 1821: Der Caliph von Bagdad, musique de François-Adrien Boieldieu
- 1830: Le Dieu et la Bayadère, musique de Daniel Auber
- 1831: Robert le diable, musique de Giacomo Meyerbeer
- 1833: Gustave III ou Le Bal masqué, musique de Daniel Auber
- 1835: La Juive, musique de Fromental Halévy
- 1836: Les Huguenots, musique de Giacomo Meyerbeer